# Demofonte de Eleusis
En la mitología griega, Demofonte era el hijo de Céleo (rey de Eleusis) y de Metanira. Algunas tradiciones lo hacen hermano de Triptólemo.
Deméter, después de haber errado mucho tiempo en busca de su hija Perséfone - raptada por el dios Hades —, llegó a Eleusis donde entró en casa de Céleo, bajo los rasgos de una anciana, con la tarea de criar a Demofonte. Lo frotaba con ambrosía y lo ponía cada noche en el fuego, para volverlo inmortal, y lo hacía a espaldas de sus padres. Como Demofonte crecía muy rápido y mostraba una apariencia excepcional, la sospecha anidó en su madre, quien penetró una noche en la habitación de la diosa: vio a su hijo en las llamas y gritó. El encanto se rompió entonces: Deméter, en un arrebato de cólera, reprochó a los hombres su impiedad y anunció catástrofes terribles para la región. Dejó el palacio y Demofonte permaneció mortal (o murió consumido según algunos autores).